# Powell (podjetje)
Powell je rolkarsko podjetje distribucije Skate One, ki izdeluje deske rolk, oblačila in druge rolkarske izdelke, in ga je leta 1976 pod imenom Powell Peralta ustanovil George Powell.

## Zgodovina
George Powell je začel izdelovati rolke leta 1957. Ko ga je leta 1974 sin zaprosil za rolko, mu je ta dal eno svojih starih. Sin ga je opozoril, da njegova rolka nima plastičnih koles, ki jih Powell do takrat še ni poznal. To je vzpodbudilo njegovo ponovno zanimanje za rolkanje in ponovno je začel izdelovati rolke.
Eden izmed prvih rolkarjev, ki jih je sponzoriral, je bil Stacy Peralta, s katerim je ustanovil ekipo imenovano Bones Brigade.
V poznih osemdesetih so se na trgu začela pojavljati manjša rolkarska podjetja, kot je World Industries, ki začela prevzemati tržni delež večjih. Leta 1991 je George Powell zapustil podjetje, ki so ga potem preimenovali v Powell.

## Ekipa
Sedanja:
- Steve Caballero (??? - )
- Danny Wainwright (??? - )
- Josh Hawkins (??? - )
- Jordan Hoffart (2002 - )
- John Motta (??? - )
- Peter Raffin (??? - )
- John White (2006 - )

Pretekli člani:
- Pat Channita (1998 - 2006)
- Rodney Jones (1998 - ???)
- Oliver Buchanan (2001 - ???)
- Tyler Hansen (2002 - ???)
- Aaron Perko (2003 - ???)
- Jon Comer (??? - ???)
- Tony Manfre (??? - ???)
- Moses Itkonen (??? - ???)
- Andy MacDonald (??? - ???)
- Javier Sarmiento (??? - 2002)
- Caswell Berry (??? - ???)
- Jason Ellis (??? - ???)
- Giani Zattoni (1998 - ???)
- Paul Machnau (??? - ???)
- Joe Hutchison (1998 - ???)

Za člane ekipe pred letom 1991 glej Bones Brigade.

## Videografija
- Magic (1999)
- Strip Mall Heroes (1998)
- Scenic Drive (1995)
- Suburban Diners (1994)
- Play (1993)
- Chaos (1992)
- Hot Batch (1992)
- Celebraty Tropical Fish (1991)
- Eight (1991)

Za filme pred letom 1991 glej Bones Brigade.